# Pilocrocis granjae
Pilocrocis granjae is een vlinder uit de familie van de grasmotten (Crambidae), uit de onderfamilie van de Spilomelinae. De wetenschappelijke naam van deze soort is voor het eerst gepubliceerd in 1934 door Fritz Hoffmann.
De soort komt voor in Mexico (Chiapas).